# Jamrajek
Jamrajek (Microperoryctes) – rodzaj niewielkich ssaków z podrodziny torbokolców (Echymiperinae) w obrębie rodziny jamrajowatych (Peramelidae).

## Rozmieszczenie geograficzne
Rodzaj obejmuje gatunki występujące na Nowej Gwinei i okolicznych wyspach.

## Morfologia
Długość ciała 14,2–30,3 cm, długość ogona 11,5–25,8 cm; masa ciała 100–670 g.

## Systematyka
Rodzaj zdefiniował w 1932 roku niemiecki zoolog Georg Hermann Wilhelm Stein w artykule zatytułowanym Kilka nowych torbaczy z Nowej Gwinei, opublikowanym w czasopiśmie „Zeitschrift für Säugetierkunde”. Gatunkiem typowym jest (oryginalne oznaczenie) jamrajek mysi (M. murinus).

### Etymologia
- Microperoryctes: gr. μικρος mikros ‘mały’; rodzaj Peroryctes O. Thomas, 1906 (torboszczur)[1].
- Ornoryctes: epitet gatunkowy Perameles ornata O. Thomas, 1903 (łac. ornatus ‘ozdobny, adorned, ozdobiony, wspaniały, upiększony’, od ornare ‘ozdobić’)[8]; rodzaj Peroryctes Thomas, 1906 (torboszczur)[2]. Gatunek typowy (oryginalne oznaczenie): Perameles ornata O. Thomas, 1903.

### Podział systematyczny
Do rodzaju należą następujące gatunki:
| Podrodzaj       | Grafika | Gatunek                    | Autor i rok opisu             | Nazwa zwyczajowa   | Podgatunki         | Rozmieszczenie geograficzne | Podstawowe wymiary                                | Status IUCN |
| --------------- | ------- | -------------------------- | ----------------------------- | ------------------ | ------------------ | --- | ------------------------------------------------- | ----------- |
| Microperoryctes |         | Microperoryctes murinus    | G. Stein, 1932                | jamrajek mysi      | gatunek monotypowy | endemit Indonezji: góra Sumuri (góry Weyland) w zachodnio-środkowej Nowej Gwinei; zakres wysokości: około 2500 m n.p.m.                                                                                       | DC: 15,2–17,4 cm DO: 10,5–11,1 cm MC: około 100 g | VU          |
| Ornoryctes      |         | Microperoryctes longicauda | (W.C.H. Peters & Doria, 1876) | jamrajek pręgowany | 2 podgatunki       | endemit Papui-Nowej Gwinei: góry Arfak we wschodniej część półwyspu Ptasia Głowa, północno-zachodnia i zachodnio-środkowa Nowa Gwinea (zachodnia część Gór Centralnych); zakres wysokości: 1000–4000 m n.p.m. | DC: 24–30 cm DO: 18–26 cm MC: 350–670 g           | LC          |
| Ornoryctes      |         | Microperoryctes ornatus    | (O. Thomas, 1904)             | jamrajek strojny   | 2 podgatunki       | endemit Indonezji: południowo-wschodnia i wschodnio-środkowa Nowa Gwinea (wschodnia część Gór Centralnych) | DC: 24–30 cm DO: 18–26 cm MC: 350–670 g           | NE          |
| Ornoryctes      |         | Microperoryctes aplini     | K.M. Helgen & Flannery, 2004  | jamrajek mały      | gatunek monotypowy | endemit Indonezji: północno-zachodnia Nowa Gwinea (góry Arfak); zakres wysokości: 1890–2200 m n.p.m. | DC: 14,2–16 cm DO: 11,5–12 cm MC: mniej niż 100 g | VU          |
| Ornoryctes      |         | Microperoryctes papuensis  | (Laurie, 1952)                | jamrajek papuaski  | gatunek monotypowy | endemit Papui-Nowej Gwinei: południowo0wschodnia Nowa Gwinea (wieś Fane do góry Simpson); zakres wysokości: 1200–2650 m n.p.m.                                                                                | DC: 17,5–20 cm DO: 14,2–15,8 cm MC: 145–184 g     | LC          |

Kategorie IUCN:  LC  – gatunek najmniejszej troski,  VU  – gatunek narażony;  NE  – gatunki niepoddane jeszcze ocenie.